# Witalij Semenczenko
Witalij Serhijowycz Semenczenko (ukr. Віталій Сергійович Семенченко; ur. 6 lipca 1974 w Kijowie) – ukraiński hokeista, reprezentant Ukrainy. Trener i działacz hokejowy.

## Kariera zawodnicza
- SzWSM Kijów (1990-1992)
- Sokił Kijów (1992-1995)
- Dinamo Moskwa (1995-1996)
- CSKA Moskwa (1996-1997)
- Podhale Nowy Targ (1997-1999)
- EHC Neuwied (1999)
- Heilbronner Falken (1999-2002)
- HK Homel (2002-2004)
- Awangard Omsk (2004)
- HK Homel (2004-2005)
- Junost' Mińsk (2005-2006)
- HK Dmitrow (2006-2007)
- Junost' Mińsk (2007-2008)

Grał w lidze polskiej w sezonie 1997/1998 w barwach Podhala Nowy Targ.
Uczestniczył w turniejach mistrzostw świata w 1994 (Grupa C), 2004, 2005, 2006, 2007 (Elita), 2008 (Dywizja I).

## Kariera trenerska
- Berkut Kijów (2011-2012), asystent trenera
- HK Nioman Grodno (2015-2016), asystent trenera
- Krywbas Krzywy Róg (2016), asystent trenera
- Podhale Nowy Targ (2016), główny trener

Został menadżerem generalnym i asystentem trenera w klubie Berkut Kijów. Od lipca 2015 asystent trenera w białoruskim klubie Nioman Grodno (wraz z nim jego rodak Ołeksandr Wasyljew). Od połowy 2016 asystent trenera i selekcjoner od skautingu w klubie Krywbas Krzywy Róg. Od 5 października do 19 listopada 2016 do trener Podhala Nowy Targ.

## Sukcesy
Reprezentacyjne
- Awans do Grupy A mistrzostw świata do lat 20: 1994

Klubowe
- Złoty medal mistrzostw Ukrainy: 1993, 1995 z Sokiłem Kijów
- Srebrny medal mistrzostw Ukrainy: 1994 z Sokiłem Kijów
- Grupowy turniej półfinałowy Pucharu Mistrzów IIHF: 1993, 1995 z Sokiłem Kijów
- Brązowy medal mistrzostw Rosji: 1996 z Dinamem Moskwa
- Srebrny medal mistrzostw Polski: 1998 z Podhalem Nowy Targ
- Brązowy medal mistrzostw Polski: 1999 z Podhalem Nowy Targ
- Złoty medal mistrzostw Białorusi: 2003 z HK Homel, 2006 z Junostią Mińsk
- Brązowy medal mistrzostw Białorusi: 2004 z HK Homel, 2007 z Junostią Mińsk
- Puchar Białorusi: 2003, 2004 z HK Homel
- Drugie miejsce we Wschodnioeuropejskiej Lidze Hokejowej: 2003, 2004 z HK Homel
- Drugie miejsce w Pucharze Kontynentalnym: 2004 z HK Homel
- Złoty medal mistrzostw Rosji: 2004 z Awangardem Omsk
- Puchar Kontynentalny: 2007 z Junostią Mińsk
- Srebrny medal mistrzostw Białorusi: 2008 z Junostią Mińsk

Indywidualne
- Mistrzostwa Świata Juniorów w Hokeju na Lodzie 1993/Grupa C[7]:
  - Pierwsze miejsce w klasyfikacji strzelców turnieju: 9 goli
  - Pierwsze miejsce w klasyfikacji kanadyjskiej turnieju: 10 punktów
- Mistrzostwa Świata Juniorów w Hokeju na Lodzie 1994/Grupa B[8]:
  - Pierwsze miejsce w klasyfikacji strzelców turnieju: 9 goli
  - Pierwsze miejsce w klasyfikacji kanadyjskiej turnieju: 15 punktów
  - Najlepszy napastnik turnieju
- I liga polska w hokeju na lodzie (1998/1999):
  - Pierwsze miejsce w klasyfikacji kanadyjskiej: 135 punktów